# Neopromachus rosarius
Neopromachus rosarius is een insect uit de orde Phasmatodea en de  familie Phasmatidae. De wetenschappelijke naam van deze soort is voor het eerst geldig gepubliceerd in 1829-1838 door Guérin-Méneville.